# Mitsuoka Himiko

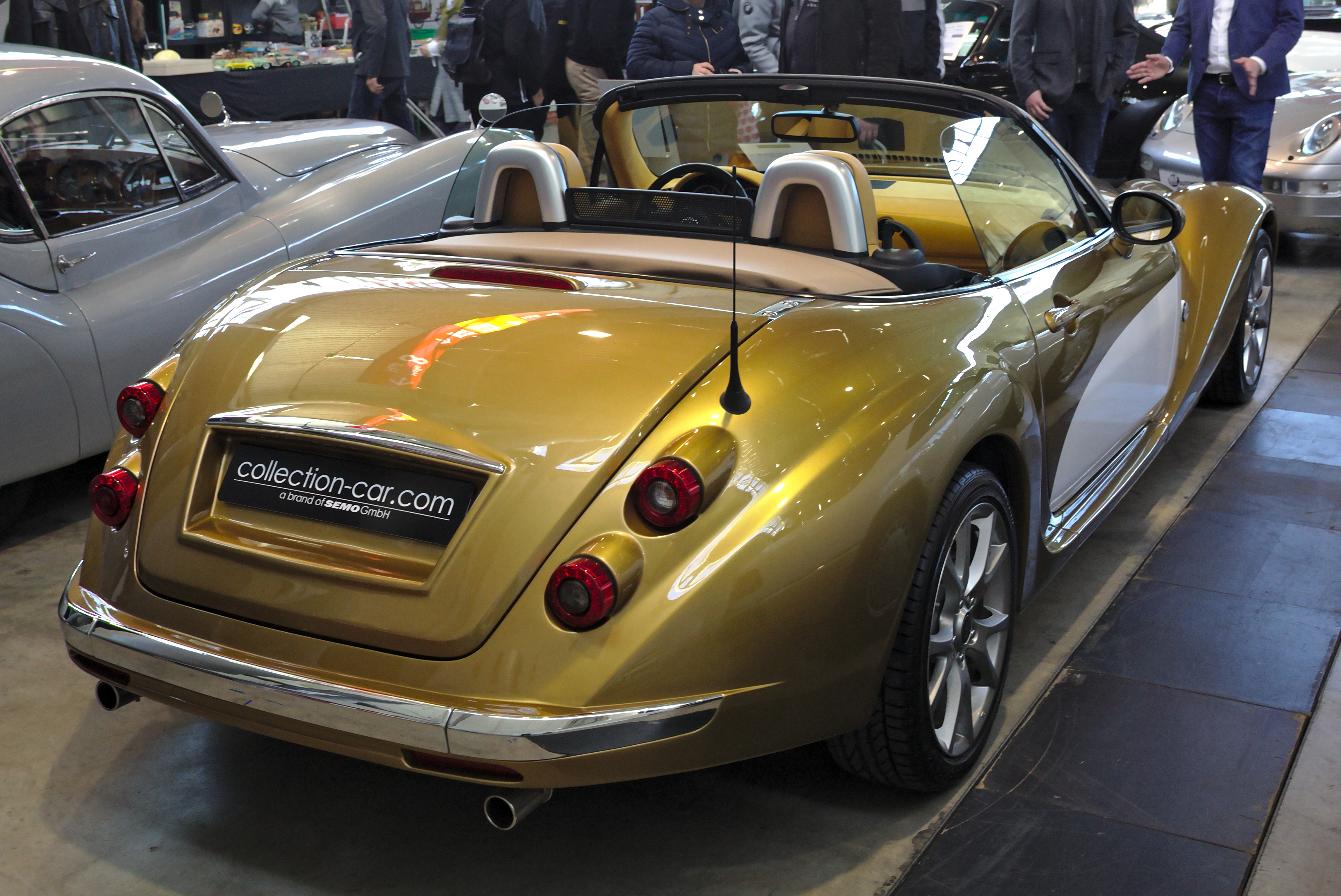
Vue de l'arrière

La Mitsuoka Himiko est une voiture de sport japonaise conçue et construite par Mitsuoka. Il est nommé d'après Himiko, une reine shaman obscure de Yamataikoku dans l'ancienne Wa. Au Royaume-Uni, le véhicule est connu sous le nom de Mitsuoka Roadster.

Basé sur la Mazda MX-5 NC, Mitsuoka remplace la plupart des panneaux de carrosserie, s'adapte aux panneaux en plastique renforcé de fibres, aux sièges en cuir et prolonge l'empattement avant du montant A pour créer la longue ligne de capot rappelant les roadsters anglais tels que la Jaguar XK120 et en particulier la Morgan Aero 8. Conçu par Takanori Aoki, le thème extérieur de l'Himiko est censé imiter un navire qui navigue majestueusement en haute mer . Les options de transmission et de toit sont similaires à celles de la MX-5 avec l'option d'une transmission automatique à 6 rapports avec changement manuel ou d'une boîte manuelle à 6 rapports. Chaque véhicule Mitsuoka est fabriqué à la main par 45 artisans de l'usine japonaise Mitsuoka à Toyama, au Japon.